# Portugal au Concours Eurovision de la chanson 1967
Le Portugal a participé au Concours Eurovision de la chanson 1967, le 8 avril à Vienne, en Autriche. C'est la 4e participation du Portugal au Concours Eurovision de la chanson.
Le pays est représenté par la chanteuse Eduardo Nascimento et la chanson O vento mudou, sélectionnées par la Radio-télévision du Portugal (RTP) au moyen du Festival da Canção.

## Sélection

### Festival da Canção 1967
Le radiodiffuseur portugais, la Radio-télévision du Portugal (RTP, Rádio e Televisão de Portugal), organise l'édition 1967 du Festival da Canção, alors appelé II Grande Prémio TV da Cançao, pour sélectionner l'artiste et la chanson représentant le Portugal au Concours Eurovision de la chanson 1967.
Le Festival da Canção 1967, présenté par Henrique Mendes (pt) et Isabel Wolmar (pt), a eu lieu du 11 au 25 janvier 1967 aux Estúdios da Tobis à Lisbonne. Cette édition est composée de deux demi-finales et une finale avec dans chacune 6 chansons. Les chansons sont toutes interprétées en portugais, langue officielle du Portugal.

#### 1redemi-finale
Six chansons participent à la première demi-finale, dont les trois arrivées en tête accèdent à la finale.
| Ordre | Artiste                 | Chanson                  | Traduction                       | Points | Place |
| ----- | ----------------------- | ------------------------ | -------------------------------- | ------ | ----- |
| 1     | Rui Malhoa              | Balada da traição ao mar | Ballade de la trahison de la mer | 43     | 4     |
| 2     | Marco Paulo             | Sou tão feliz            | Je suis si heureux               | 54     | 2     |
| 3     | Valério Silva           | Amor tens de voltar      | Amour tu dois revenir            | 41     | 5     |
| 4     | Maria de Lurdes Resende | Não quero o mundo        | Je ne demande pas le monde       | 53     | 3     |
| 5     | Duo Ouro Negro          | Quando amanhecer         | À l'aube                         | 72     | 1     |
| 6     | Maria de Lurdes Resende | Assim será o nosso amor  | Ainsi sera notre amour           | 7      | 6     |

#### 2edemi-finale
Six chansons participent à la deuxième demi-finale, dont les trois arrivées en tête accèdent à la finale.
| Ordre | Artiste            | Chanson       | Traduction       | Points | Place |
| ----- | ------------------ | ------------- | ---------------- | ------ | ----- |
| 1     | Duo Ouro Negro     | Livro sem fim | Livre sans fin   | 76     | 2     |
| 2     | Eduardo Nascimento | O vento mudou | Le vent a tourné | 78     | 1     |
| 3     | Artur García       | Porta secreta | Porte secrète    | 55     | 3     |
| 4     | António Calvário   | Deixa-me só   | Laisse-moi seul  | 44     | 4     |
| 5     | Eduardo Nascimento | Um homem só   | Un homme seul    | 9      | 5     |
| 6     | António Calvário   | Vencerás      | Tu vaincras      | 8      | 6     |

#### Finale
Six chansons participent à la finale du Festival da Canção 1967.
| Ordre | Artiste                 | Chanson           | Traduction                 | Points | Place |
| ----- | ----------------------- | ----------------- | -------------------------- | ------ | ----- |
| 1     | Duo Ouro Negro          | Quando amanhecer  | À l'aube                   | 28     | 4     |
| 2     | Eduardo Nascimento      | O vento mudou     | Le vent a tourné           | 120    | 1     |
| 3     | Marco Paulo             | Sou tão feliz     | Je suis si heureux         | 5      | 6     |
| 4     | Duo Ouro Negro          | Livro sem fim     | Livre sans fin             | 78     | 2     |
| 5     | Maria de Lurdes Resende | Não quero o mundo | Je ne demande pas le monde | 30     | 3     |
| 6     | Artur García            | Porta secreta     | Porte secrète              | 9      | 5     |

Lors de cette sélection, c'est la chanson O vento mudou interprétée par Eduardo Nascimento. À l'Eurovision, l'interprète est accompagné du chef d'orchestre Armando Tavares Belo.

## À l'Eurovision
Chaque pays avait un jury de dix personnes. Chaque juré attribuait un point à sa chanson préférée.

### Points attribués par le Portugal
| 2 points | Espagne                                                                    |
| 1 point  | Allemagne Autriche Belgique Finlande Irlande Royaume-Uni Suède Yougoslavie |

### Points attribués au Portugal
| 10 points | 9 points | 8 points | 7 points | 6 points                    |
| --------- | -------- | -------- | -------- | --------------------------- |
|           |          |          |          |                             |
| 5 points  | 4 points | 3 points | 2 points | 1 point                     |
|           |          |          |          | - France - Espagne - Suisse |

Carlos Mendes interprète O vento mudou en 5e position lors de la soirée du concours, suivant la France et précédant la Suisse.
Au terme du vote final, le Portugal termine en 12e position, à égalité avec la Finlande, sur les 17 pays participants, ayant reçu 3 points au total provenant de trois pays,.